# Orne (fiume)

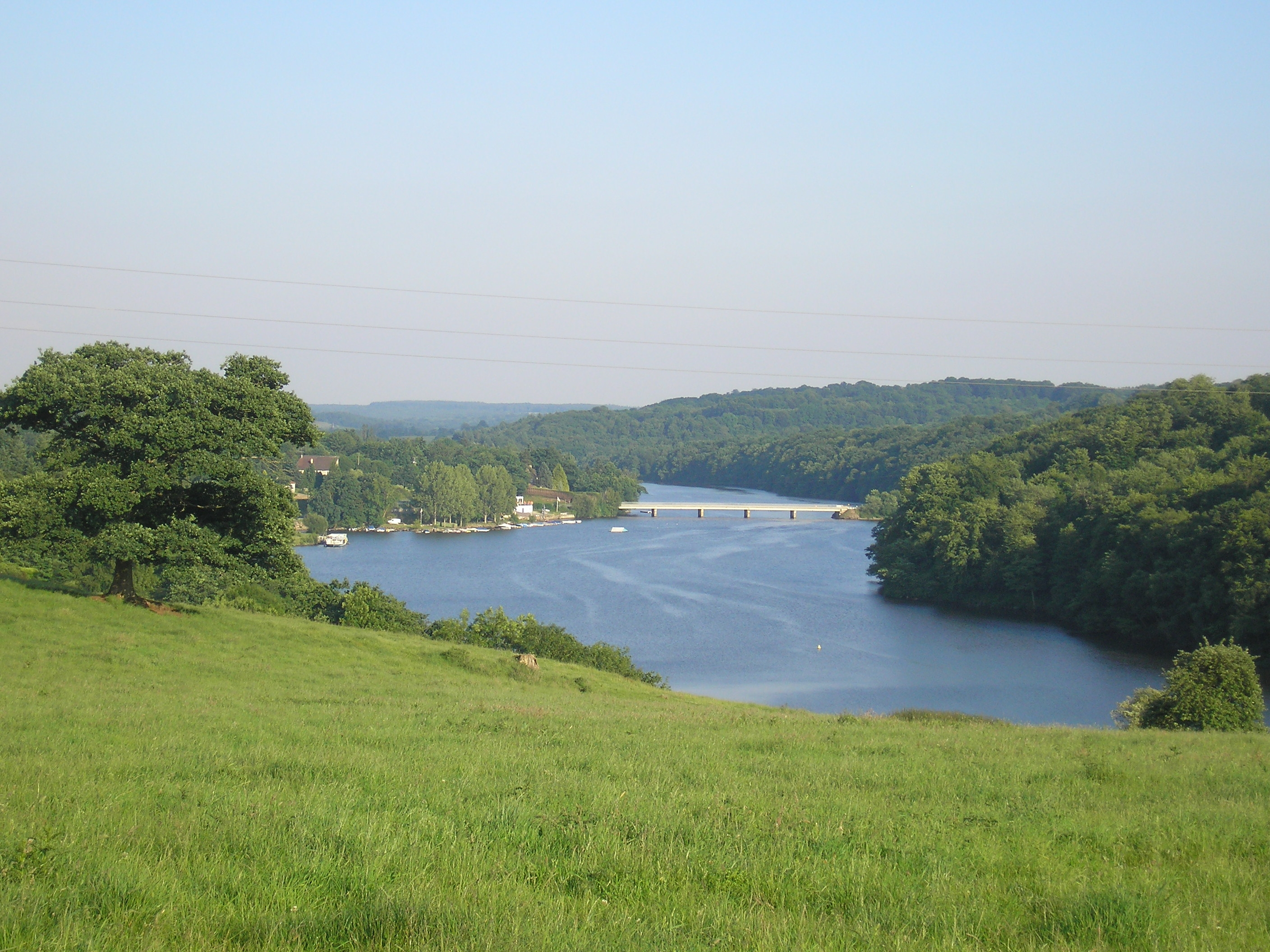
Il lago di Rabodanges

L'Orne è un fiume costiero del nord-ovest della Francia e il secondo corso d'acqua della Normandia per lunghezza (169,6 chilometri) e portata dopo la Senna. Dopo essersi scavato il cammino tra le alture della Svizzera normanna, dove forma delle caratteristiche gole, bagna Caen. Qui viene canalizzato e sfocia nella Manica in un estuario di grande interesse ecologico.

## Geografia

### Corso del fiume
L'Orne nasce nei dintorni di Aunou-sur-Orne, a nord-est della foresta di Écouves, vicino a Sées, a 190 metri di altitudine nel dipartimento omonimo. Scorre in direzione nord-ovest nella piana di Argentan per poi entrare in una vallata stretta e sinuosa tra i graniti di Athis e gli scisti e gres della Svizzera normanna dove forma delle gole pittoresche. Da Putanges alla foresta di Grimbosq, l'Orne percorre un ambiente elevato e selvaggio (monte d'Ancre, monte di Cerisy), tracciando una profonda ruga tra le impressionanti pareti rocciose dei dintorni di Clécy. Numerosi mulini a vento e guadi animano il fondo della vallata. Appena a valle di Putanges nel 1960 è stata costruita la diga di Rabodanges allo scopo di regolare il flusso del fiume e di produrre energia elettrica per una potenza di 6 500 kW, creando così un lago artificiale della lunghezza di 7 chilometri. Nell'ultima parte del suo corso, dopo il meandro di Hom, presso Thury-Harcourt, l'Orne attraversa la piana di Caen prima di gettarsi nella Manica a Ouistreham, nel dipartimento del Calvados.
A Caen, un piccolo ramo, la Noë, si distacca dal fiume e procede verso rue Montaigu, mentre poco più a valle è raggiunto dall'Odon che si getta nel ramo principale.
Tra Caen e l'estuario, il corse del fiume viene sdoppiato per circa 15 chilometri, in modo che sul canale principale sia possibile il passaggio per le navi d'alto mare. Il canale fu inaugurato nel 1857 da Napoleone III e dall'Imperatrice Eugenia.

### Idrografia e idrologia
Il bacino dell'Orne ha un'estensione di 2 932 km². La portata di 27,5 m³/s alla foce è ampiamente superiore di quella degli altri fiumi costieri della Bassa Normandia (ovvero il Touques e la Vire), tuttavia si mostra molto irregolare: nei periodi di magra la portata è particolarmente ridotta e lo scarto con la massima portata è molto elevato (5,13 m³/s in agosto contro i 59,6 m³/s di gennaio, per una portata media di 24,1 m³/s a May-sur-Orne a qualche chilometro a monte di Caen).
Il maggiore affluente dell'Orne è l'Odon. Riportiamo qui di seguito la lista dei principali affluenti con indicata la lunghezza e il luogo di confluenza, ordinati da valle verso monte:
- l'Odon (47 km) a Caen (affluente di sinistra)
- la Laize (32 km) a Clinchamps-sur-Orne (affluente di destra)
- la Guigne (11 km) a Amayé-sur-Orne (affluente di sinistra)
- il Noireau (43 km) a Pont-d'Ouilly (affluente di sinistra)
- la Rouvre (42 km) a Mesnil-Villement (affluente di sinistra)
- la Baize (26 km) a Isles-Bardel (affluente di destra)
- la Maire (16 km) a Écouché (affluente di sinistra)
- l'Udon (28 km) a Écouché (affluente di sinistra)
- la Cance (26 km) a Écouché (affluente di sinistra)
- l'Houay (13 km) a Goulet (affluente di destra)
- la Baize (15 km) a Argentan (affluente di sinistra)
- l'Ure (30 km) a Argentan (affluente di destra)
- il Don (30 km) a Médavy (rive droite)
- la Thouanne (18 km) a Mortrée (affluente di sinistra)
- la Sennevière (14 km) a Mortrée (affluente di sinistra)
- il Dan (affluente di sinistra)

## Storia

### Lavori di pianificazione: la bassa valle dell'Orne
Il corso inferiore dell'Orne è stato, da più di due secoli, l'oggetto dell'attenzione dell'uomo e luogo di numerosi interventi di canalizzazione al fine di collegare efficacemente Caen al mare.
Alla fine del XVIII secolo, l'alterazione delle correnti e del corso del fiume portò all'insabbiamento dell'estuario. I cittadini della regione si trovarono così di fronte ad un dilemma: da una parte veniva messo a rischio lo sbocco al mare della grande città normanna, dall'altro ci si metteva al riparo dalle eventuali incursioni della marina britannica (a questo scopo erano state edificate numerose opere difensive quali ridotte e torri di guardia). Alla fine la preoccupazione economica ebbe il sopravvento e così nel 1798 l'ingegnere Cachin presentò un progetto di canalizzazione allo scopo di eliminare l'influsso delle maree sulla bassa valle dell'Orne. Uno studio minuzioso proponeva di raddrizzare il corso del fiume, evitando le numerose anse in modo che anche le navi di media stazza potessero avere un accesso diretto al bacino situato ai piedi delle mura di Caen, e la costruzione di un nuovo porto a Ouistreham.

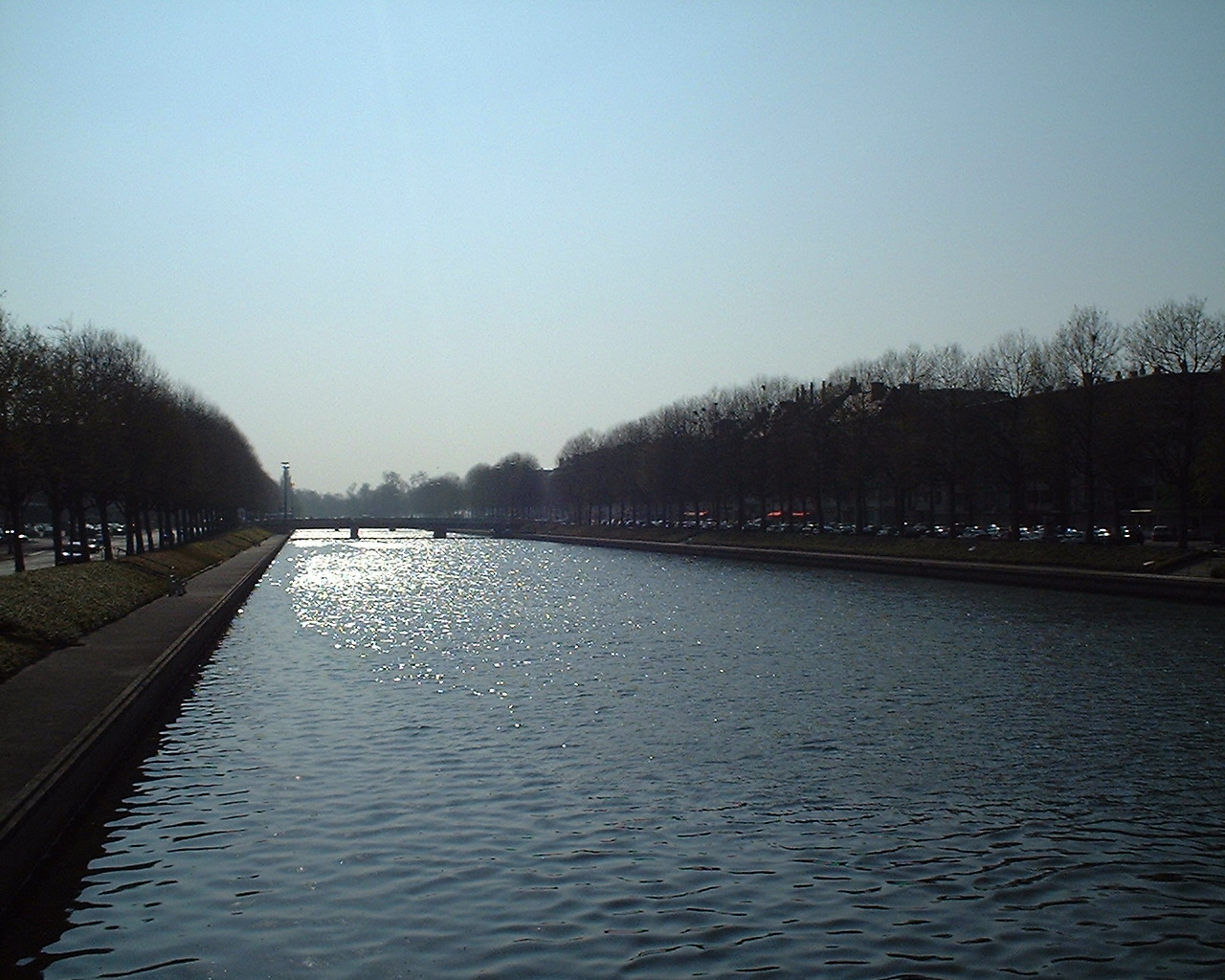
L'Orne canalizzato all'altezza di Caen

La costruzione del canale non fu intrapresa che durante il Secondo Impero e l'Opera fu inaugurata il 23 agosto 1857). Il nuovo corso d'acqua misurava 14 chilometri per una larghezza di 15 metri e una profondità di 5. Per seguire le novità della marina mercantile e l'aumento del traffico, fu progressivamente allargato e reso più profondo fino a raggiungere i circa 50 metri di larghezza per gli oltre 9,5 di profondità (la lunghezza massima delle navi è fissata a 181,30 m per una larghezza di 18 m e un pescaggio massimo di 7,75 m). Fino alla fine del regno di Napoleone III, gli scambi marittimi riguardavano essenzialmente prodotti agricoli e carbone. Tuttavia a partire dal 1875, con la scoperta e lo sfruttamento delle miniere di ferro in Normandia e l'impianto di una industria siderurgica a Mondeville (Société des Hauts Fourneaux et Aciéries de Caen, diventata ne 1924, Société Métallurgique de Normandie o SMN, e infine Unimétal Normandie nel 1981) nel 1912, cambiò la natura del traffico e si dovette passare alla costruzione di nuovi bacini e alla realizzazione nel 1917 di cantieri navali a 
Blainville-sur-Orne, sul bordo del canale a 7 chilometri a nord-est da Caen.
In tal modo l'Orne dovette sopportare un traffico intenso tra le due guerre e fino al 1970. La concorrenza dell'industria estrattiva straniera provocò il declino della produzione locale e la fine delle esportazioni prima della chiusura definitiva dell'ultima miniera nel 1989 a Saint-Clair-de-Halouze. Allo stesso modo l'industria siderurgica conobbe lo stesso destino, e il sito di produzione cessò la sua attività nel 1993. I cantieri navali erano già stati chiusi nel 1954, poiché l'Orne, a causa della sua modesta larghezza, non poteva sopportare il assaggio delle moderne navi cargo. Il porto della città di Caen non ha oggi che un traffico molto limitato e l'attività portuaria è stata trasferita a Ouistreham, che dal 1986 assicura un collegamento con Portsmouth.

### Quando si voleva collegare l'Orne alla Loira

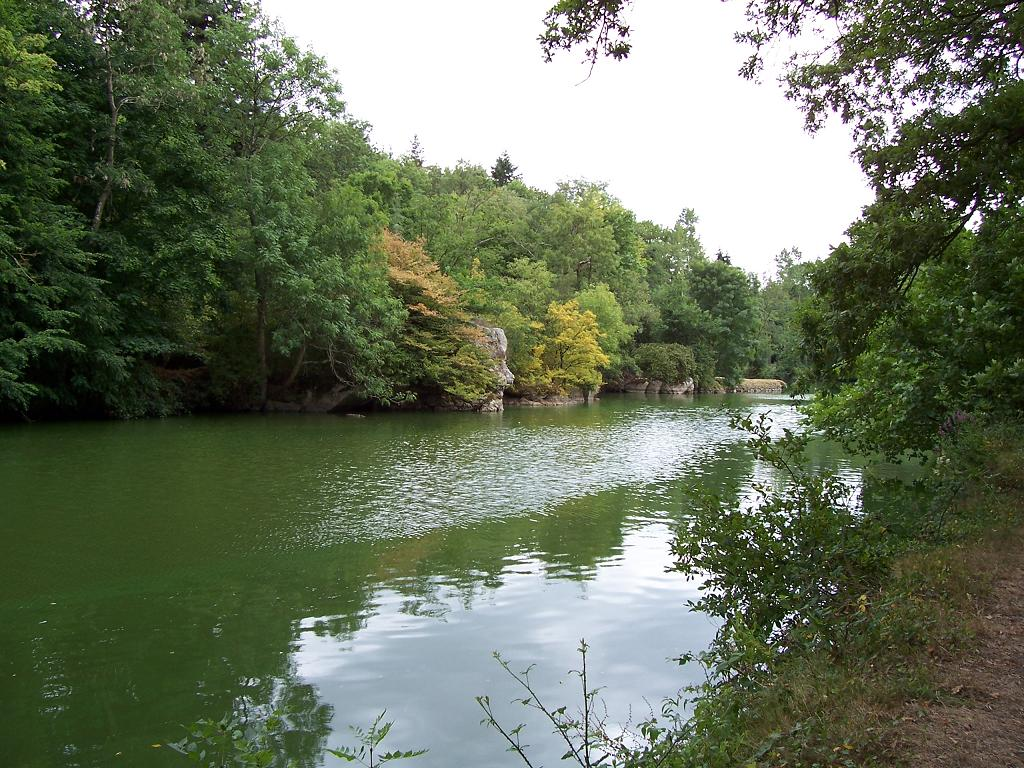
La Mayenne, fiume del bacino della Loira che si voleva collegare all'Orne

I progetti intesi a rendere navigabile l'Orne a monte di Caen fino ad Argentan furono numerosi già a partire dal XVIII secolo e fino all'inizio del XIX. Tuttavia le difficoltà per stabilire una strada di alaggio e regolare il corso del fiume disseminato di guadi e che scorreva tra pareti a picco tagliate nella roccia scoraggiò più di un ingegnere dell'Ancien régime. All'inizio del XIX secolo, all'epoca in cui gli scontri della rivoluzione e dell'impero lasciavano spazio ad un'era più propizia per gli affari, le nuove tecniche resero i progetti più realisti. Fu così che il 16 agosto 1820 il Directeur général des Ponts et chaussées (Direttore generale dei ponti e delle chiuse), signor Becquey, presentò un rapporto completo davanti ai membri della Société d'agriculture et de commerce de Caen (Società dell'agricoltura e del commercio di Caen). Vi si riprendevano gli antichi progetti e si proponeva di superarli collegando l'Orne direttamente al bacino della Loira. Becquey propose due alternative per collegare i due bacini idrografici:
- un canale dall'Orne alla Mayenne, per collegare Caen e Angers, passando per Pont-d'Ouilly, Domfront, Mayenne e Laval. Quest'opera avrebbe dovuto avere una lunghezza di 160 chilometri e un costo di 10 945 000 franchi, avrebbe preso origine a Caen, dove l'Orne è navigabile e sarebbe terminata a Laval, dove la Mayenne comincia a esserlo. La Mayenne confluisce poi con la Sarthe per formare la Maine, grande ma breve fiume francese privo di sorgente che si getta nella Loira. La spesa annunciata comprendeva i lavori da realizzare sull'Orne, da Caen al mare, e sulla Mayenne, da Laval alla Loira[15].
- Il canale di Alençon, ovvero la congiunzione della Sarthe (vedi sopra) con l'Orne, da le Mans sulla Sarthe, fino a Pont-d'Ouilly, passando per Alençon e Argentan. La lunghezza di questa variante sarebbe stata vicina a quella del progetto precedente, circa 161 chilometri, ma con una spesa inferiore: 8 500 000 franchi, a parità di condizioni[15].

Le due proposte suscitarono interesse, ma la necessità di fare una scelta e il costo elevato ritardarono la messa in opera dei lavori, e infine l'arrivo della ferrovia mise definitivamente termine a questo ambizioso progetto di collegamento fluviale.

## Ambiente: l'estuario dell'Orne

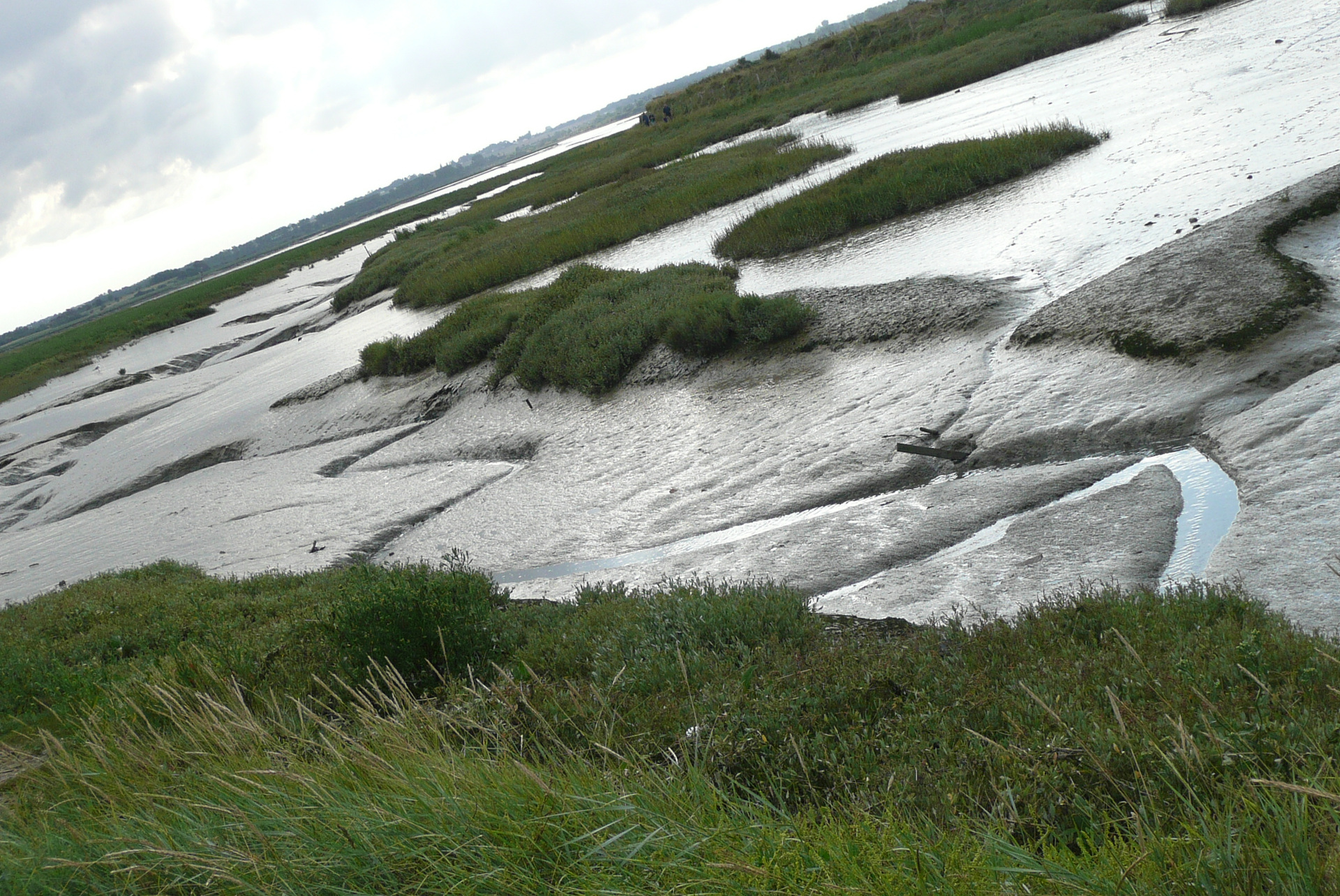
Estuario dell'Orne presso Sallenelles

Tra il 1984 e il 2003, gran parte dell'estuario dell'Orne è diventato di proprietà del Conservatoire de l'espace littoral et des rivages lacustres, ente pubblico francese per la conservazione degli ambienti marini. Esso costituisce un ambiente eccezionale perché rimodellato continuamente dalle forze naturali, ma in pericolo a causa della minaccia dovuta alle attività umane: la canalizzazione dell'Orne, i lavori di costruzione del porto di Ouistreham, lo sviluppo turistico di Merville-Franceville-Plage, le installazioni militari dello sbarco in Normandia del 1944. Tuttavia il contatto tra fiume e mare a moltiplicato gli ambienti e gli habitat (dune, paludi salmastre, sedimenti di origine antropica, terreni erbosi, praterie umide, canneti) favorizzando la biodiversità della flora e della fauna.

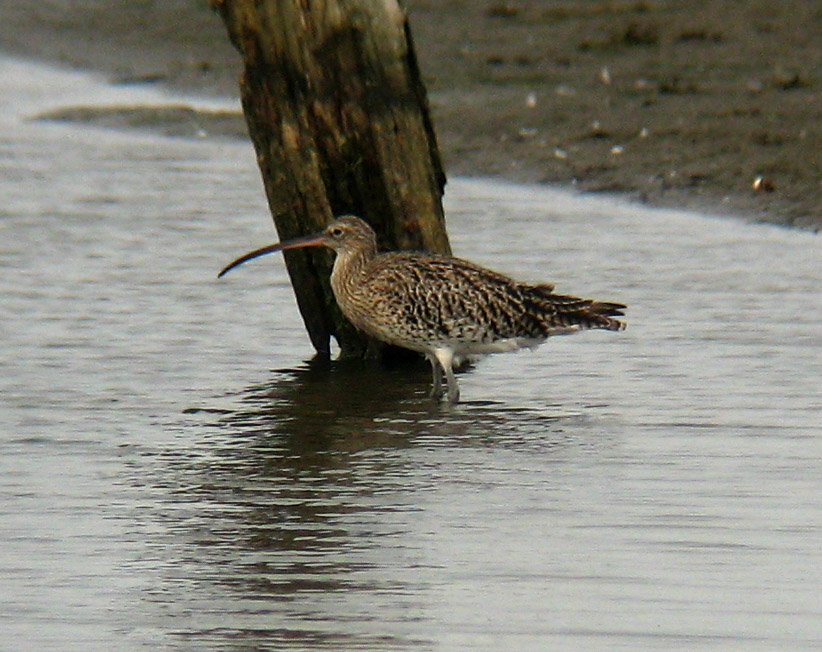
Chiurlo maggiore (Numenius arquata)

L'estuario presenta un ricchissimo patrimonio ornitologico con più di 160 specie recensite tra uccelli stanziali e migratori, acquatici o marini. Tra le specie d'alto mare si trova il gabbiano, l'orchetto comune, il cormorano, l'edredone comune. La zona acquatica è occupata dal chiurlo maggiore, dallo svasso maggiore, dalla pettegola, dalla beccaccia di mare e della pivieressa. Altre specie notevoli fanno il nido in questo santuario ecologico, come il gufo comune, lo zigolo delle nevi, il basettino, l'allodola golagialla e il martin pescatore.
 Analogamente grande è la biodiversità della flora. Sono state individuate più di 280 specie vegetali (a cui si devono aggiungere le oltre 400 specie di funghi) di cui alcune molto rare in Normandia come l'aglio selvatico, il cipollaccio e la stella di Betlemme. Anche altre specie più comuni beneficiano della protezione del parco, come l'erba della pampa, l'astro marino, l'olivello spinoso, l'atriplice portulacoide e la salicornia europea.

## Dipartimenti e principali città attraversate
- Orne: Sées, Argentan, Écouché, Putanges-Pont-Écrepin
- Calvados: Pont-d'Ouilly, Clécy, Thury-Harcourt, Caen, Ouistreham

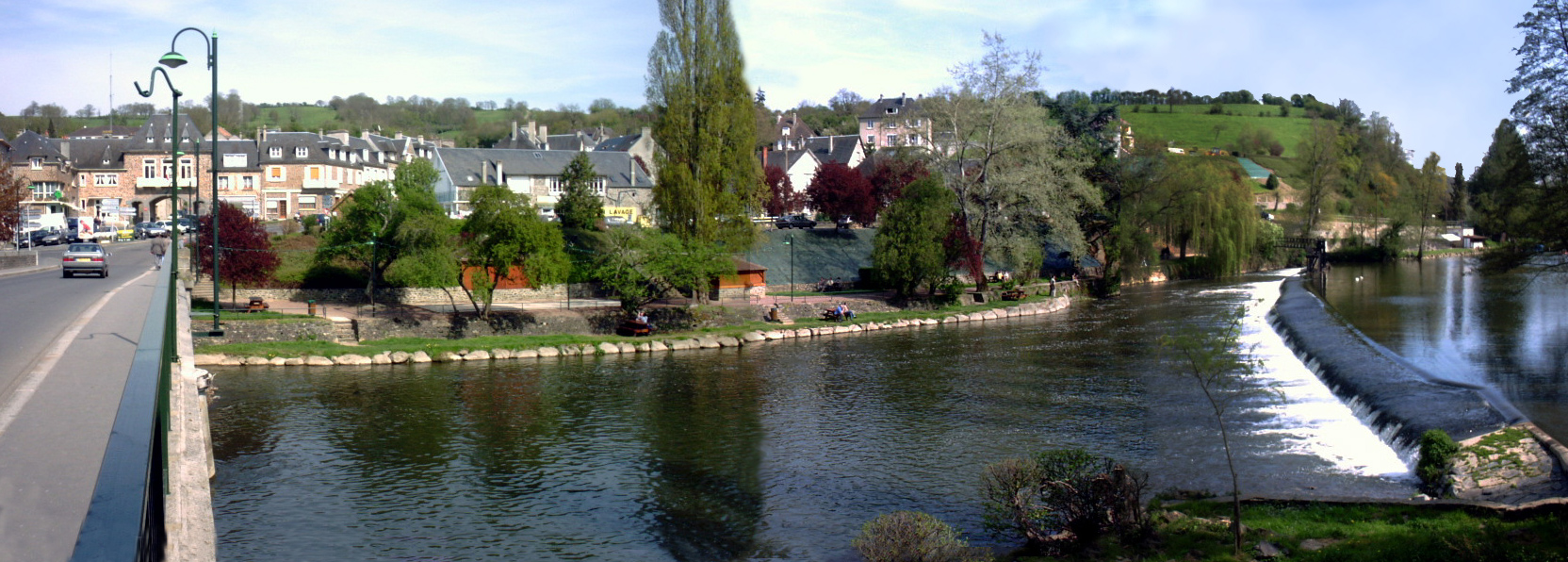
L'Orne a Pont-d'Ouilly